# Tuffi ai XXI Giochi del Commonwealth - Piattaforma 10 metri sincro femminile
Il concorso dei tuffi dalla piattaforma 10 metri sincro femminile dei Giochi del Commonwealth di Gold Coast 2018 si è svolto l'11 aprile 2018.

## Risultati
Risultati finali:
| Class | Nazione                                         | Tuffi | Tuffi | Tuffi | Tuffi | Tuffi | Totale |
| Class | Nazione                                         | 1     | 2     | 3     | 4     | 5     | Totale |
| ----- | ----------------------------------------------- | ----- | ----- | ----- | ----- | ----- | ------ |
|       | Malaysia Cheong Jun Hoong Pandelela Rinong Pamg | 52.80 | 53.40 | 70.20 | 76.80 | 74.88 | 328.08 |
|       | Canada Meaghan Benfeito Caeli McKay             | 48.00 | 49.80 | 68.40 | 72.96 | 72.96 | 312.12 |
|       | Malaysia Leong Mun Yee Nur Dhabitah Sabri       | 49.80 | 46.80 | 66.60 | 70.08 | 74.88 | 308.16 |
| 4     | Australia Teju Williamson Melissa Wu            | 48.60 | 49.80 | 70.20 | 70.08 | 69.12 | 307.80 |
| 5     | Inghilterra Robin Birch Lois Toulson            | 45.60 | 46.80 | 57.60 | 62.40 | 70.08 | 282.48 |
| 6     | Australia Annarose Keating Brittany O'Brien     | 43.80 | 45.00 | 64.35 | 49.92 | 70.08 | 273.15 |